# 陳淑芬 (漫畫家)
陳淑芬（1967年12月23日—）是台灣的漫畫家。

## 簡歷
- 1991年開始從事插畫工作。
- 1993年發表「TOUCH」，隨後接下大量的書籍、雜誌封面創作。
- 2000年，日本小學館出版《戀色》、《白色之戀（White）》、《YELLOW》等作品
- 和畫風相融的平凡，成了合作夥伴，也成了夫妻

## 作品一覽

### 畫集
- 陳淑芬複製畫集(已刊三集)

與平凡的共同作品，尖端出版社發行
- 銀花
- 戀愛雜貨舖
- 浪漫·古典·夢，明信片書
- 風華絕代複製畫集，東立出版
- 眼兒媚
- 綰青絲

電玩人物設定畫集
- 葬花
- 紅樓夢
- 笑傲江湖

彩虹書系列
- 藍色
- 紅色
- 黃色
- 白色

日本小學館
- 戀色
- 白色之戀（White）
- YELLOW

## 外部連結
- 平芬日本官網
- 平芬台灣官網
- 陳淑芬的blog （页面存档备份，存于）